# Edwald Abramowitsch Sawadski
Edwald Abramowitsch Sawadski (russisch Эдвальд Абрамович Завадский; * 2. Juni 1927 in Millerowo; † 22. März 2005 in Donezk) war ein  sowjetisch-ukrainischer Festkörperphysiker.

## Leben
Sawadski studierte am Orsker Pädagogischen Institut mit Abschluss 1955. Danach arbeitete er im Metallphysik-Institut des Ural-Wissenschaftszentrums der Akademie der Wissenschaften der UdSSR (AN-UdSSR). 1966 wechselte er an das Donezker Physik-und-Technik-Institut (DonFTI) der Akademie der Wissenschaften der Ukrainischen Sozialistischen Sowjetrepublik (AN-USSR) (später Donezker A.-A.-Galkin-Physik-und-Technik-Institut).
Sawadskis wissenschaftliche Arbeiten waren Problemen der Festkörperphysik gewidmet. Insbesondere untersuchte er die Wirkung starker Magnetfelder und hoher Drücke auf Phasenumwandlungen in magnetischen Materialien. Damit begründete er die Schule der Physik der Phasenumwandlungen unter extremen Bedingungen. Er fand, dass durch ein magnetisches Feld neue Eigenschaften irreversibel induziert werden konnten, die im Bereich negativer Drücke „verborgen“ waren. Er entdeckte metastabile mehrphasige Zustände in Ferroelektrika. Er untersuchte besondere magnetische Ordnungen und Phasenübergänge in magnetischen Materialien mit mehreren Ordnungsparametern und Phasenübergänge in Kristallen mit Gitterfehlern.

## Ehrungen, Mitgliedschaften
- Kirill D. Sinelnikow-Preis der AN-USSR (1975 zusammen mit A. A. Galkin) für die Induzierung eines neuen Materialzustandes durch ein starkes Magnetfeld[3]
- Mitglied der AN-USSR, 1978[4]